# Svjetionik Otočić Pokonji dol
Svjetionik Otočić Pokonji dol je svjetionik na otočiću Pokonji Dol, jugoistočno od grada Hvara, pred uvalom Pokonji dol po kojoj i nosi ime.
Sagrađen je krajem 19. stoljeća. Otočić je tek nešto veći od jednokatnice pokrivene četverovodnim krovom kojem je u vrhu sljemena podignuta kula. Građena je od dobro klesana kamena, simetrično raščlanjenih pročelja. Uz zgradu je sagrađeno izvlačilište za brodove.

## Zaštita
Pod oznakom Z-6479 zavedena je kao nepokretno kulturno dobro – pojedinačno, pravna statusa zaštićena kulturnog dobra, klasificirano kao "profana graditeljska baština".